# كلاردشت

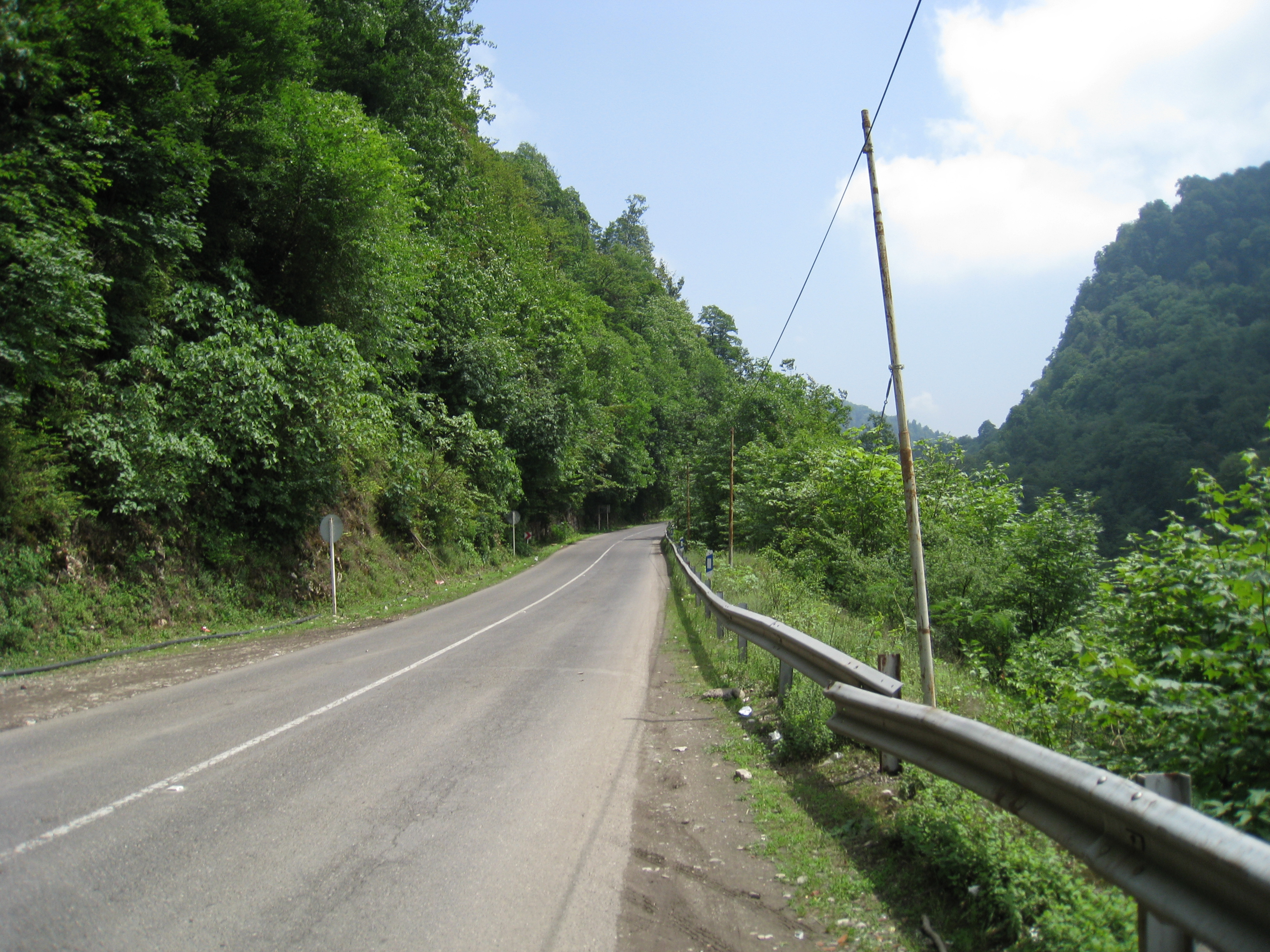
غابات عباس اباد في منطقة كلاردشت

كلاردشت مدينة صغيرة تقع شمال إيران تشتهر بغاباتها وخضرة أراضيها تبعد ما لا يقل عن 20 كم عن بحر قزوين. وتعتبر المدينة إحدى أجمل المدن السياحية في شمال إيران ويقصدها السياح من مختلف أنحاء إيران للاصطياف فيها في الصيف